# 몰도바의 행정 구역

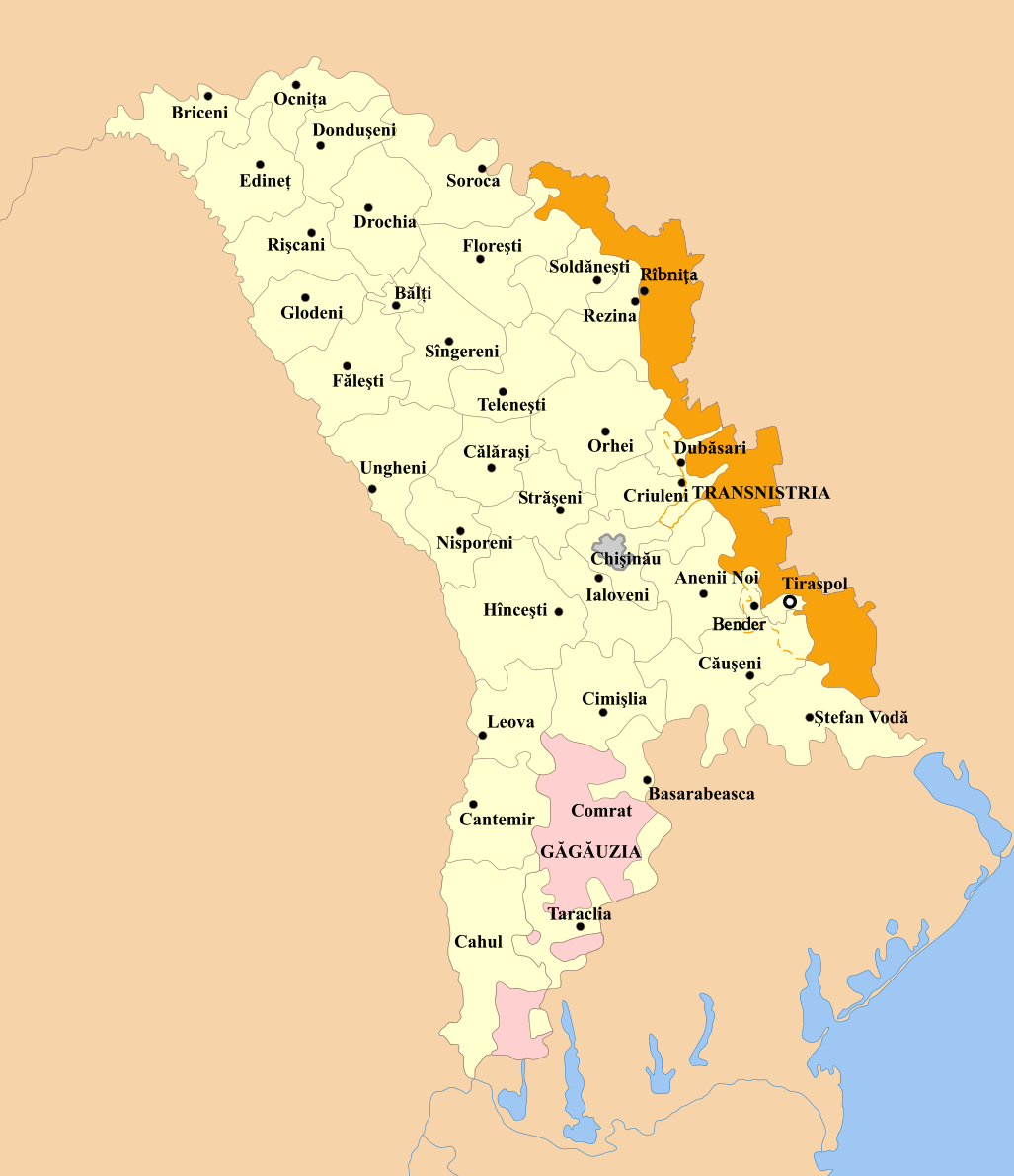
몰도바의 행정 구역

몰도바의 행정 구역은 32개 구와 3개 지방 자치체(벌치, 벤데르(티기나), 키시너우), 1개 자치구(가가우지아), 1개 연방구(트란스니스트리아 자치 영토 단위, 사실상 독립한 트란스니스트리아가 지배하고 있음)로 나뉜다.

## 행정 구역 목록

### 구
1. 아네니노이 구
2. 바사라베아스카 구
3. 브리체니 구
4. 카훌 구
5. 칸테미르 구
6. 컬러라시 구
7. 커우셰니 구
8. 치미슐리아 구
9. 크리울레니 구
10. 돈두셰니 구
11. 드로키아 구
12. 두버사리 구
13. 에디네츠 구
14. 펄레슈티 구
15. 플로레슈티 구
16. 글로데니 구
17. 흔체슈티 구
18. 이알로베니 구
19. 레오바 구
20. 니스포레니 구
21. 오크니차 구
22. 오르헤이 구
23. 레지나 구
24. 르슈카니 구
25. 슨제레이 구
26. 소로카 구
27. 스트러셰니 구
28. 숄더네슈티 구
29. 슈테판보더 구
30. 타라클리아 구
31. 텔레네슈티 구
32. 운게니 구

### 지방 자치체
1. 벌치
2. 벤데르
3. 키시너우

### 자치구
1. 가가우지아

### 연방구
1. 트란스니스트리아 자치 영토 단위